# Harry Ring
Harry Ring (1918-2007) var en amerikansk socialistisk politiker och journalist. Harry Ring var en av grundarna av det trotskistiska partiet Socialist Workers Party 1938, vilket han var medlem i fram tills sin död.